# Pfarrkirche Stumm

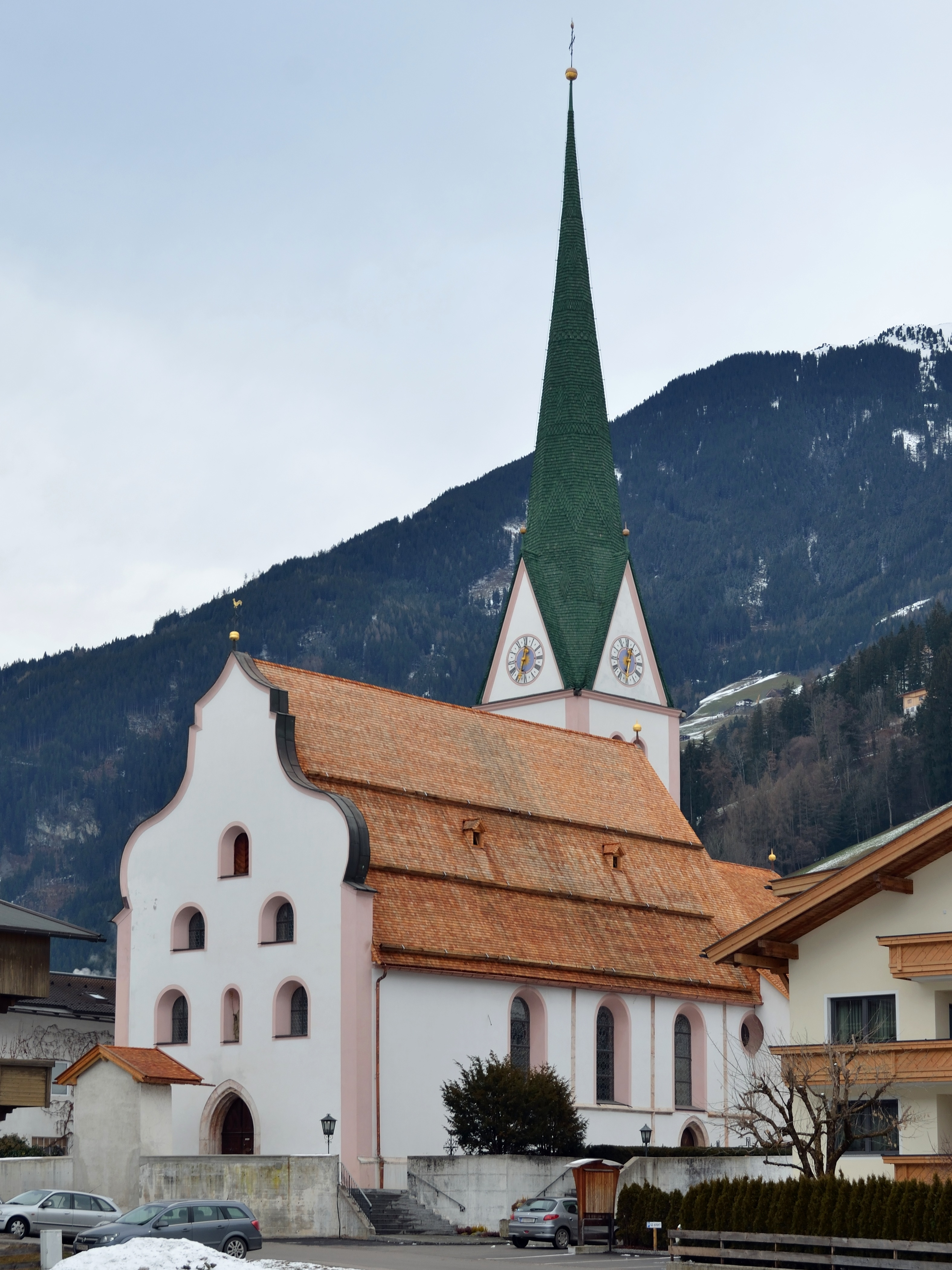
Kath. Pfarrkirche hl. Rupert in Stumm

Die römisch-katholische Pfarrkirche Stumm steht mitten in der Gemeinde Stumm im Bezirk Schwaz in Tirol. Sie ist dem heiligen Rupert geweiht und gehört zum Dekanat Zell am Ziller in der Erzdiözese Salzburg. Das Bauwerk steht unter Denkmalschutz.

## Geschichte
Die Kirche wurde 1511 anstelle eines frühromanischen Vorgängerbaus aus dem 10.–12. Jahrhundert erbaut. 1535 wurde die Kirche zur Pfarrvikariatskirche erhoben. Um 1765 wurde das Langhaus in Richtung Westen verlängert und im Inneren barockisiert. 1858 wurde sie zur Pfarrkirche erhoben.

## Kirchenbau
Kirchenäußeres

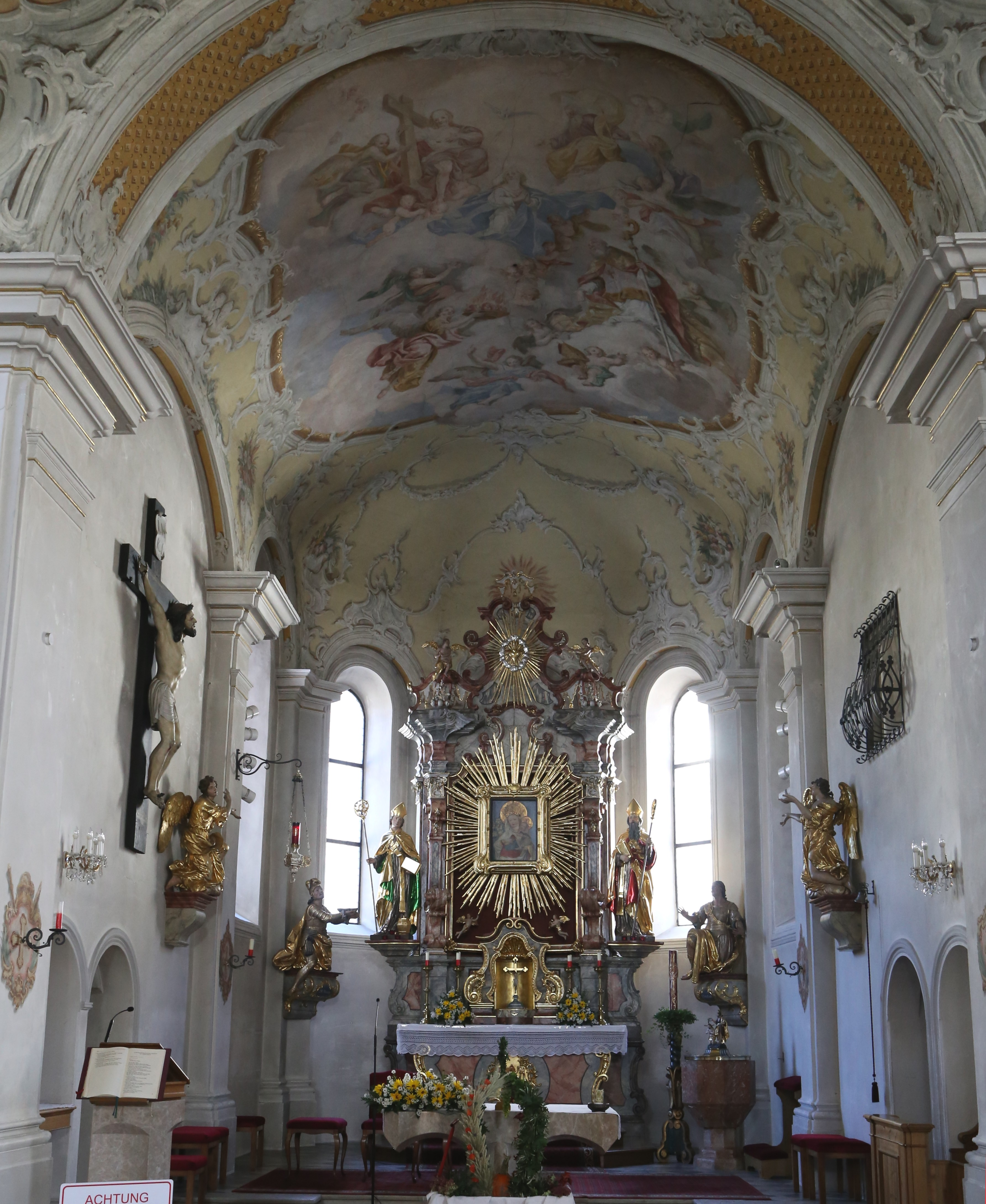
Innenraum, Blick zum Chor

Die Kirche ist ein barockisierter spätgotischer Bau mit angrenzendem Friedhof. Der Nordturm ist mit einem Spitzhelm bekrönt. Der Chor ist eingezogen und im 5/8 geschlossen. Der spätgotische Bau ist außen durch dreikantige Lisenen und ein Fenstergesims gegliedert. Die beiden Spitzbogenportale weisen Kehlungen auf. In der geschweiften Westfassade ist das spätgotische Portal aus Rotmarmor eingelassen. Darüber steht eine Figur des heiligen Rupert aus dem 17. Jahrhundert in einer Nische.
Kircheninneres
Im Chor ist Stichkappengewölbe mit Pilastern. Über dem Langhaus ist ein Lattlgewölbe (= Holzschalgewölbe). Die gemalten Stuckaturen und die Fresken stammen urkundlich von Christoph Anton Mayr aus der Zeit um 1765. Im Chor ist die „Glorie des heiligen Ruperts“ dargestellt. Im Langhaus ist in einem Deckenbild die „Vertreibung des heiligen Ruperts aus Worms“, die „Taufe des Herzogs Theodo“, die „Bischofsweihe des Nachfolgers des heiligen Ruperts“ sowie die „Verehrung des Heiligen Kreuzes“ dargestellt. In einem zweiten Bild sind die „Messfeier und Bestattung des heiligen Ruperts“, der „heilige Franz Xaver tauft die Heiden“, „Mariä Reinigung“ sowie der heilige Johannes Nepomuk dargestellt. Die Fresken wurden 1898 von Virgil Groder übermalt und 1946 durch Wilhelm Ghetta wieder freigelegt und restauriert.

## Ausstattung
Der Hochaltar im Stil des Rokoko stand ursprünglich in der Fiegerkapelle der Pfarrkirche Hall in Tirol. Auf dem Altar steht das Gnadenbild „Maria mit dem Kind“ aus der Zeit um 1440. Dabei handelt es sich höchstwahrscheinlich um eine Kopie. Es wird von Figuren der Heiligen Florian, Sebastian, Rupert, und Virgil flankiert. Diese Figuren aus der Zeit um 1765 werden Franz Xaver Nißl zugeschrieben. Die Seitenaltäre wurden in Form von Reliefs geschaffen. Auf dem linken Seitenaltar sind die Vierzehn Nothelfer, auf dem rechten die „Steinigung des heiligen Stephanus“ dargestellt. Auch diese werden Franz Xaver Nißl zugeschrieben und wurden 1842 geschaffen. Die Kanzel mit Akanthusdekor und Figuren der vier Kirchenväter, dem heiligen Bonifatius sowie einer Figur des heiligen Paulus stammt aus der Zeit um 1700. Der Kreuzweg wurde 1840 von Johann Endfelder gemalt. Die Glasfenster wurden im Stil des Neurokoko 1895 und 1906 gemalt.
An der Außenseite der Kirche sind Grabsteine für die Grafen Lodron (1695–1791) sowie Eisengussplatten aus der Hütte Jenbach angebracht. Sie wurden für Matthäus und Johann Zimmermann († 1850/1880), Thomas Zimmermann († 1850) und Alois Greiderer († 1889) gegossen.